# Rajd Akropolu 1962
Rajd Akropolis 1962 (10. Rally Acropolis) – 10 edycja rajdu samochodowego Rajd Akropolis rozgrywanego w Grecji. Rozgrywany był od 24 do 27 maja 1962 roku. Była to trzecia runda Rajdowych Mistrzostw Europy w roku 1962.

## Klasyfikacja rajdu
| Miejsce                      | Kierowca                     | Pilot                        | Samochód                          | Czas                         | Strata                       |                              |
| Klasyfikacja generalna i ERC | Klasyfikacja generalna i ERC | Klasyfikacja generalna i ERC | Klasyfikacja generalna i ERC      | Klasyfikacja generalna i ERC | Klasyfikacja generalna i ERC | Klasyfikacja generalna i ERC |
| ---------------------------- | ---------------------------- | ---------------------------- | --------------------------------- | ---------------------------- | ---------------------------- | ---------------------------- |
| 1.                           | Eugen Böhringer              | Peter Lang                   | Mercedes-Benz 220 SEb W111        | 1:09                         | 0.0                          |                              |
| 2.                           | Erik Carlsson                | Karl Erik Svensson           | Saab 96                           | 1:18                         | +9                           |                              |
| 3.                           | René Trautmann               | Laurent Hervé                | Citroën DS 19                     | 2:08                         | +59                          |                              |
| 4.                           | Hans-Joachim Walter          | Kurt Schöttler               | Porsche 356 B 1600 Super 90 Coupé |                              |                              |                              |
| 5.                           | Georges Harris               | Pascal Ickx                  | Mercedes-Benz 220 SE              | 5:16                         | +4:07                        |                              |
| 6.                           | Gunnar Andersson             | Walter Karlsson              | Volvo PV 544                      | 5:21                         | +4:12                        |                              |
| 7.                           | Bob Neyret                   | Jacques Terramorsi           | Citroën DS 19                     | 5:56                         | +4:47                        |                              |
| 8.                           | Pat Moss-Carlsson            | Pauline Mayman               | Austin-Healey 3000                | 6:18                         | +5:09                        |                              |
| 9.                           | Anne Hall                    | Valerie Domleo-Morley        | Ford Anglia                       |                              |                              |                              |
| 10.                          | Henry Taylor                 | Brian Melia                  | Ford Anglia                       |                              |                              |                              |